# أبيشوع بن فينحاس
أبيشوع (بالعبرية: אֲבִישׁוּעַ) هو الكاهن الأعظم لبني إسرائيل بعد أبيه فينحاس.
تم ذكر أبيشوع في سفر أخبار الأيام الأول (6:35) وعزرا (7: 5) باعتباره نجل رئيس الكهنة فينحاس بن أليعازار بن هارون النبي شقيق موسى النبي. ومن المرجح أن أبيشوع كان معاصرًا للقاضي أهود والملك الموآبي عجلون.